# Вандаловський Олексій Прокопович
Олексій Прокопович Вандало́вський (31 липня 1909, Амур-Нижньодніпровськ — 28 серпня 1950, Дніпропетровськ) — український радянський художник і педагог; член Спілки радянських художників України з 1945 року. Чоловік мистецтвознавця Наталії Глухенької, батько художника Віктора Вандаловського.

## Біографія
Народився 18 [31] липня 1909 року в місті Амур-Нижньодніпровську (нині у складі Дніпра, Україна). 1931 року закінчив Київський інститут пролетарської мистецької культури, де навчався у Володимира Денисова, Михайла Козика, Іларіона Плещинського.
У 1931—1941 та 1944—1948 роках викладав у Дніпропетровському художньому училищі. Серед учнів: Білополий Йосип Оксентійович, Волошин Георгій Сергійович, Горбаченко Володимир Семенович, Нестеренко Георгій Дмитрович, Пархоменко Іван Іванович. 
У 1948 - уповноважений Спілки радянських художників України по Дніпропетровській області.
Помер у Дніпропетровську 28 серпня 1950 року.

## Творчість
Працював у галузі станкової графіки. Серед робіт:
- серія ліногравюр «Макіївські домни» (1930-ті);
- «Перша зоря на донецькій шахті» (1930-ті, туш);
- «Кінець дрейфу Сєдова» (1930-ті, картон);
- «17 вересня 1939 року» (1930-ті, картон);
- «Розстріл жителів Дніпропетровська німецькими фашистами» (1940-ві);
- «Женуть у рабство» (1940-ві);
- «Зустріч переможців» (1945; Дніпровський художній музей);
- «Відновлення кордону» (1940-ві);
- «Форсування водного рубежу» (1940-ві, ліногравюра);
- «Зустріч» (1940-ві, ліногравюра);
- «Оленка» (1943, туш);
- «Весна» (1946, папір, туш);
- «Атака» (1946, папір, туш);
- «Березань» (1947, ліногравюра);
- «Повернення» (1947, ліногравюра);
- «На колгоспних полях» (1947, ліногравюра; Дніпровський художній музей);
- «Автопортрет» (1947);
- «На німецьку каторгу» (1947, ліногравюра);
- «Дружина» (1947).

Брав участь у мистецтких виставках з 1937 року. Крім згаданого музею роботи художника зберігаються у Дніпровському історичному музеї.